# 段文振
段文振（6世纪？—612年4月26日），名振，字文振，以字行，一字元起，京兆郡蓝田县（今陕西省西安市蓝田县）人，祖籍北海郡期原县（今山东省青州市），北周、隋朝官员。

## 生平
段匹磾之後。祖父段壽曾官魏沧州刺史。父段威曾任北周洮、河、甘、渭四州刺史、新阳县公。
段文振自小即有膂力，胆智过人，性格刚直，明达世务。早年為宇文護亲信。從征北齊晉州，段文振拿着槊与崔仲方等数十人最先登上城墙，段文振和崔景嵩一起到达晋州刺史、海昌王尉相贵住所，拔刀劫持尉相贵，尉相贵不敢动。平阳城上呼喊骚乱，齐军溃散，晋州被攻克，尉相贵和他部下的甲士八千人被俘虏，段文振以功赐爵襄国县开国侯，食邑八百户。入隋，被引爲丞相掾，累官遷蘭州總管，改封龙岗县公。突厥入侵边塞，段文振以行军总管击破之，逐北至居延塞而还。
开皇九年，隋朝大举討伐陳朝，以段文振为元帅秦王司马，别领行軍總管。平定江南后，授扬州总管司马。不久转并州总管司马，以母忧去职。历云州总管、太仆卿。开皇十九年，破突厥达头可汗于沃野，平定越巂蛮叛乱，在征讨嘉州獠作乱时，先败后胜，被蜀王杨秀和右仆射苏威诬陷中伤，被除名。杨秀因罪被废黜后，段文振上表申冤，隋文帝授其大将军。拜灵州总管。
隋炀帝即位，段文振出任兵部尚书。後征吐谷渾，兵屯雪山（今祁连山），連營八十里，東接楊義臣，西連張壽，以功进位右光禄大夫。大業八年（612年）正月，段文振加左候卫大将军，從征辽东高句丽，三月廿一日（612年4月26日），段文振在军中去世，赠光禄大夫、尚书右仆射、北平侯，谥曰襄。大业八年其年太岁壬申十一月丁丑朔八日甲申（612年12月6日），段文振归葬于京兆郡泾阳县武安乡洪川里之原。

## 家庭

### 祖父
- 段寿，北魏沧州刺史[2]

### 父母
- 段威，北周使持节、骠骑大将军、洮河渭甘四州刺史、新阳公[2]
- 刘妙容，北魏恒州刺史刘康孙女，仪同三司、荆州刺史刘遵之女

### 兄弟
- 段文操，隋朝武贲郎将

### 夫人
- 某氏，贞观五年五月十七日以耄耋之龄去世[3]

### 子女
- 段詮，长子，武牙郎将、龙岗国世子[3]
- 段世雅，次子，唐朝通议大夫[3]
- 段世端，第三子[3]
- 段綸，唐朝光禄大夫、宗正卿、纪安公
- 段确，唐朝散骑常侍[3]
- 段俭，唐朝宣州长史[3]
- 段世弘，第七子，谒者台议郎

## 隋兵部尚书段文振碑
处士潘徽撰，欧阳询八分书。文振，字元起，陇西姑臧人。仕隋位至兵部尚书、龙岗郡公，赠右仆射，谥曰襄。

## 墓地
2022年，为配合西咸新区空港新城土地储备工作，陕西省考古研究院在咸阳市渭城区底张街道陶家村（现属空港新城管辖）西北开展基本建设考古工作时发现了“隋尚书右仆射、兵部尚书、左候卫大将军、光禄大夫、北平襄侯”段文振家族墓地。该墓地所在区域为著名的“洪渎塬”。段文振墓为带有5个天井的土洞墓，水平总长近60米，天井平面均呈长方形，规格相同，长约3.6、宽约2米，墓室平面呈正方形，面积约4米见方，底铺条砖，深近15米，残留墓志、石门、陶俑等随葬器物。第5天井下对称分布两座壁龛，龛内出土骑马俑、男立俑、侍女俑以及家畜、家禽等陶俑。墓室四壁原应绘有壁画，但已破坏殆尽，仅留较薄的白灰面。墓道两壁、过洞正面及天井下两壁均绘有壁画，其中墓道两壁壁画保存较好。

## 延伸阅读
[在维基数据编辑]
 《北史·卷076》，出自李延壽《北史》
 《隋書·卷60》，出自魏徵《隋书》

## 延伸閲讀
- 葉國良，《初唐墓誌續考六則》 臺大中文學報第5期202-214面　民81.6

[[Category:隋朝追赠侯爵]